# (6257) Thorvaldsen
(6257) Thorvaldsen es un asteroide perteneciente al cinturón de asteroides, región del sistema solar que se encuentra entre las órbitas de Marte y Júpiter, descubierto el 26 de marzo de 1971 por Cornelis Johannes van Houten en conjunto a su esposa también astrónoma Ingrid van Houten-Groeneveld y el astrónomo Tom Gehrels desde el Observatorio del Monte Palomar, Estados Unidos.

## Designación y nombre
Designado provisionalmente como 4098 T-1. Fue nombrado Thorvaldsen en homenaje al escultor danés Bertel Thorvaldsen, junto con Antonio Canova fue el mayor representante del estilo clasicista. Su obra se encuentra en Copenhague, en San Pedro, en Roma, en Munich, Lucerna y Varsovia.

## Características orbitales
Thorvaldsen está situado a una distancia media del Sol de 2,340 ua, pudiendo alejarse hasta 2,551 ua y acercarse hasta 2,130 ua. Su excentricidad es 0,089 y la inclinación orbital 7,910 grados. Emplea 1307,92 días en completar una órbita alrededor del Sol.

## Características físicas
La magnitud absoluta de Thorvaldsen es 13,8. Tiene 4,278 km de diámetro y su albedo se estima en 0,384. 